# Грегорич, Даниэль
Даниэль Грегорич Хечаварриа (исп. Daniel Grégorich Hechavarria; 7 мая 1996, Арройо Наранхо, Куба) — кубинский борец греко-римского стиля. Участник Олимпийских игр 2020.

## Карьера
В 2018 году Грегорич одержал победу на играх Центральной Америки и Карибского бассейна, победив в финале венесуэльца Йоргена Кову.
В 2019 году завоевал бронзовую медаль на Панамериканских играх в Лиме. В том же году принимал участие в чемпионате мира по борьбе, но уступил в четвертьфинале Рустаму Ассакалову.
В 2021 году Грегорич был участником летних Олимпийских игр 2020, где выступал в категории до 87 кг, но вылетел на стадии 1/4 финала.